# Creu del Ros
La Creu del Ros és una creu de terme de Sant Mateu de Bages (Bages) situada prop de la masia la Casanova, a la demarcació de Castelltallat.
Aquest indret era un punt de confluència on hi havia un encreuament de camins: el que transcorria transversalment per la carena de la serra de Castelltallat i un altre en direcció nord-sud. La creu consta d'una base de planta quadrada amb dos graons i un pedestal octogonal. El fust és de secció octogonal, amb un capitell decorat amb vuit fletxes o llances que assenyalen en direcció amunt. A la part superior hi ha la creu de pedra, amb les puntes trilobul·lades i decorada amb relleus. A la cara sud, on hi ha l'església parroquial de Sant Miquel de Castelltallat, té un relleu de Sant Miquel amb l'espasa alçada i dominant el diable als seus peus. A la cara nord hi ha la figura de la Mare de Déu. La figura de Sant Miquel fa al·lusió a l'advocació de l'església parroquial de Castelltallat, dedicada a l'arcàngel. A l'octàgon del pedestal hi ha diverses inscripcions: RE / CONS TRUI / DA [PN?] / L'ANY / SANT / DE / MCML.
El fet que s'observin dos tipus de pedra sembla indicar que la base de la creu és més antiga que la resta. Això és el que es desprèn també de la inscripció de la creu, que hauria estat reconstruïda l'any 1950.